# Armin Berg

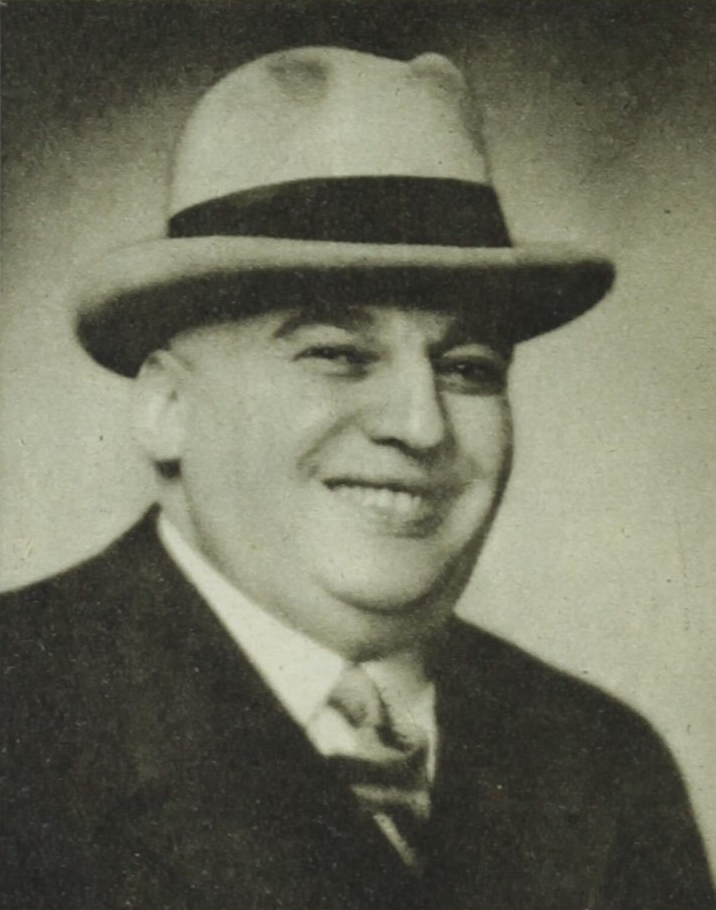
Aufnahme von Berthold Friedmann (~1930)

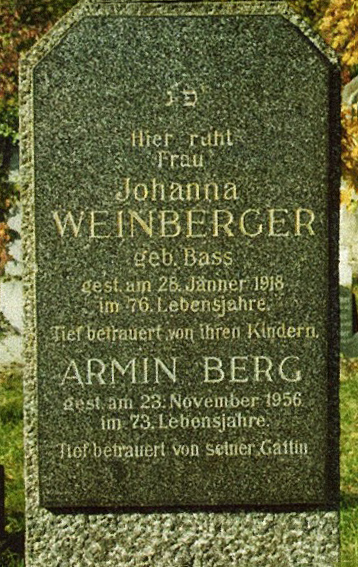
Grabstätte von Armin Berg

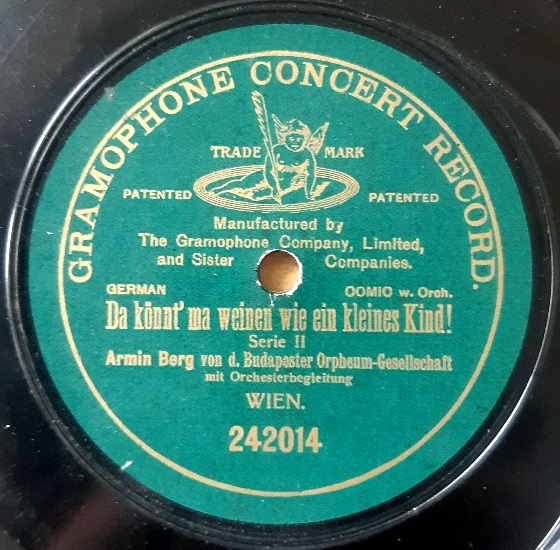
Schallplatte von Armin Berg (Wien 1910)

Armin Berg, gebürtig Hermann Weinberger (* 9. Mai 1883 in Hussowitz, heute Stadtteil von Brünn, Österreich-Ungarn; † 23. November 1956 in Wien, Österreich), war ein österreichischer Kabarettist, Komponist, Pianist, Schriftsteller und Schauspieler.

## Leben
Armin Berg war der Sohn von Ignaz Weinberger und Johanna (Hanni) Bass, die aus Boskowitz (Mähren) stammte. Mit 15 Jahren versuchte er sich erstmals als Komiker am Stadttheater in Leitmeritz. Engagements in Teplitz, Mährisch-Ostrau und Aussig folgten.
Erste größere Erfolge hatte er gemeinsam mit Heinrich Eisenbach als Mitglied des Budapester Orpheum in Wien, dem er 17 Jahre lang angehörte. In der Folge trat er in diversen Kabaretts und Lokalen auf, wie dem Theater der Komiker im St. Annahof (Wien), an dessen Führung er sich eine Zeit lang beteiligte, und dem Ronacher. Am 2. Juli 1907 heiratete er die aus Vevey stammende Artistin Susanne Emilie Flückiger.
Er spielte auch in einigen österreichischen Filmproduktionen mit, unter anderem in Charly, der Wunderaffe (1915, Regie: Joe May) und der Verfilmung des Hugo-Bettauer-Romans Die Stadt ohne Juden.
Berg flüchtete 1938 in die USA, wo er vom Verkauf von Papierwaren notdürftig lebte. Hin und wieder hatte er die Möglichkeit, Vorstellungen zu geben, wie im New Yorker Exilkabarett „Kabarett der Komiker“.
Nach seiner Rückkehr nach Wien 1949 war er unter anderem im Simpl engagiert und gab einige Gastspiele in Amsterdam und Zürich. Nachdem er keine weiteren Engagements hatte, zog er nochmals in die USA. Von 1954 bis zu seinem Tod lebte er wieder in Wien. Seine Grabstelle befindet sich auf dem Wiener Zentralfriedhof im neuen israelitischen Teil, Tor IV. Er wurde im Grab seiner 1918 verstorbenen Mutter beigesetzt.
Zu seinen bekanntesten Coupletvorträgen zählen „Der Überzieher“ (von Otto Reutter), „Ich glaub' ich bin nicht ganz normal“, „Mir ist schon alles ganz egal“ und „Was braucht denn der Wiener um glücklich zu sein“ (Texte von Louis Taufstein und Fritz Löhner-Beda).
Zu seinen Couplets hat er gelegentlich selbst die Musik geschrieben ("Ich glaub, ich bin nicht ganz normal", "Weil's finster war"). Er hat Texte und Kompositionen von Otto Reutter interpretiert ("Nimm dich in acht", "Mach dir nix d'raus", "Der gewissenhafte Maurer", der berühmte "Überzieher") und von Friedrich Holländer ("Ich bin von Kopf bis Fuß", "Das Tempo kann kein Mensch vertragen"). Heinz Conrads hat bei seinen Vorträgen ("Was gibt es Neues") fälschlicherweise den Eindruck erweckt, alles sei von Armin Berg.

## Nachruf
„Er war ein Possenreißer von klassischem Gepräge, ein ‚Pojazzer‘ so alten (und ehrwürdigen) Stils, daß man statt ‚alt‘ auch ‚zeitlos‘ sagen könnte. Er war kein Jargonkomiker im engeren Sinn, sondern ein Volkskomiker im weitesten, und war es auch im Smoking, auch auf den Vortragspodien der City. Er sprach die universelle Sprache des Humors – eines warmherzigen, wohlgelaunten, ganz und gar unaggressiven Humors. Er hat keinem Menschen je ein Leids getan. Aber er hatte viele Tausende durch viele, viele Jahre hindurch lachen gemacht. [...] Er sang sie [die Couplets] mit einer lebensfroh fettigen, von der Freude an den Späßen des Daseins vibrierenden Stimme, mit zwinkernden Äuglein und meisterhafter Pointierungskunst.“

## Filmografie (Auswahl)
- 1916: Charly, der Wunderaffe
- 1916: Sami, der Seefahrer